# Aad van Houwelingen
Aad (Arie) van Houwelingen (Zoeterwoude, 19 oktober 1934 - Leiden, 18 maart 2018) was een Nederlands beeldend kunstenaar, tekenaar, graficus, schilder en collagist. Voor zijn tekeningen werkte hij vooral met rijstpapier, Japans papier en zelfgemaakte inkt.
Etsen was zijn tweede veel gebruikte methode. Bekend was hij om het verwerken van zijn (zelfgemaakte) dagboeken in zijn kunst. De laatste jaren had hij zich vooral toegelegd op beelden, kleine tekeningen en schrijven.

## Leven en werk
Van Houwelingen werd opgeleid aan de Koninklijke Academie van Beeldende Kunsten te Den Haag, samen met zijn zus Gerti van Houwelingen. Hij woonde in die tijd in Voorschoten, waar zijn ouders een fourniturenwinkel dreven in de Schoolstraat. Uiteindelijk verhuisde hij naar Leiden, waar hij een wat teruggetrokken bestaan leidde. Hij woonde en werkte in een huis genaamd De Smidse op de Langebrug. Zijn atelier was gelegen op de bovenste verdieping van de Leidsche Zeevaartschool aan het Noordeinde.
Hij documenteerde zijn bezigheden in kleine boekjes, die hij in rijstpapier bond en altijd meenam. Deze meer dan vijftig boekjes, gevuld met teksten en tekeningen, dienden als basis voor zijn oeuvre. Voor veel van zijn zeefdrukken gebruikte hij series foto’s van pagina’s uit de boekjes, soms gecombineerd met volgeschreven bladen, geëtste beelden of foto’s van voorwerpen uit zijn omgeving.

## Presentaties
(Solo)presentaties

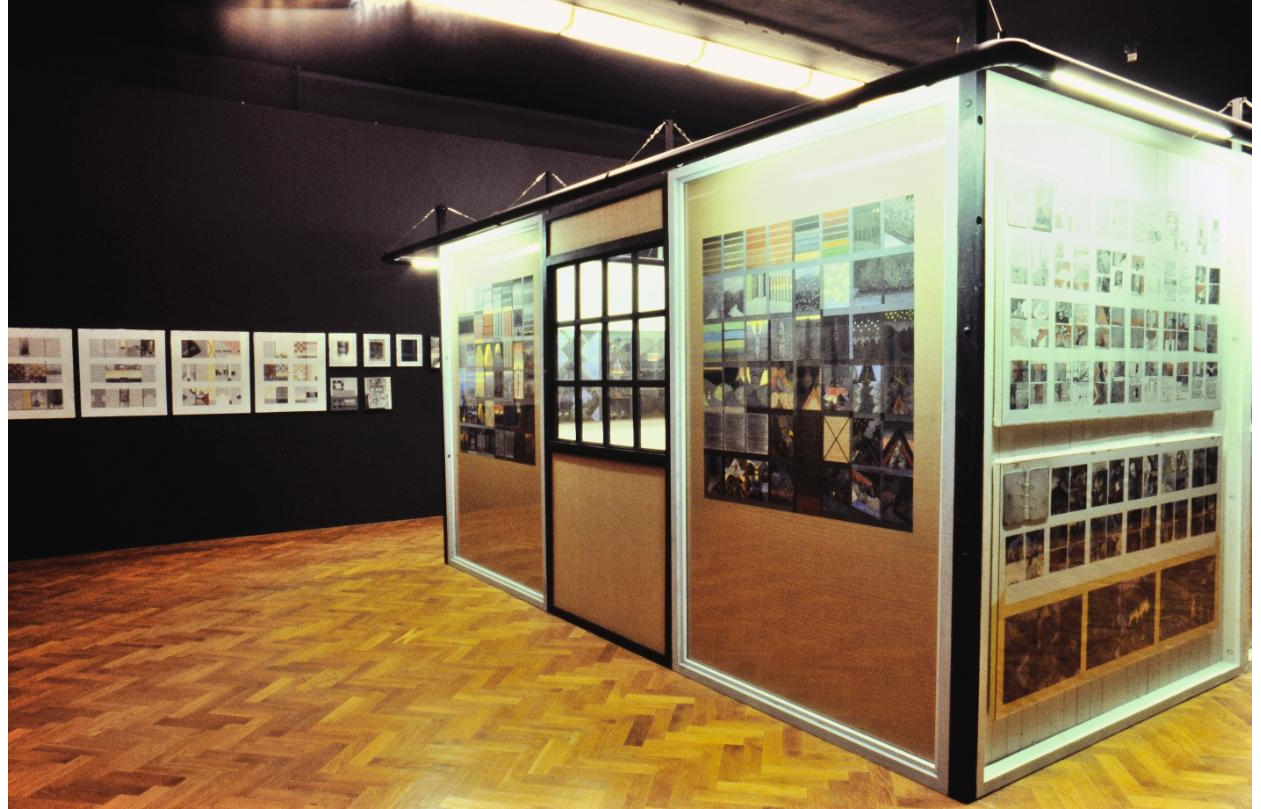
Hoofdstuk van een Ruimtelijk Boek, expositie Centraal Museum (1980)

- 1968 - Museum De Lakenhal, Leiden
- 1969 - A. van Houwelingen - Gemeentemuseum Den Haag
- 1970 - 50 x 50 groepsmanifestatie - Stedelijk Museum Amsterdam
- 1973 - Aad van Houwelingen - Galerie Balans, Amsterdam
- 1974 - A. Heyboer / A. v. Houwelingen - Museum De Lakenhal
- 1975 - A. Heyboer / A. van Houwelingen - Museum De Lakenhal
- 1980 - Centraal Museum, Utrecht
- 1985 - Museum De Lakenhal
- 1985 - Van Houwelingen / Fransje Krol / Rudolf Smeets: Leidse ateliers - Museum De Lakenhal
- 1987 - Kunstuitleen Leiden

## Beurzen en prijzen
- 1959 - Koninklijke Prijs voor Vrije Schilderkunst
- 1989 - Werkbeurs Beeldende Kunsten
- 2001 - Basisstipendium oude/nieuwe stijl

## Trivia
- Van Houwelingen was een voorvechter voor het behoud van de Beeldende Kunstenaars Regeling voor (beginnend) kunstenaars.

- Gemeinsame Normdatei: 133362019
- RKD-Nederlands Instituut voor Kunstgeschiedenis: 40070
- Virtual International Authority File: 52875935